# John Gallagher
John Gallagher (ur. 17 czerwca 1976) -  amerykański muzyk, kompozytor, wokalista i autor tekstów. John Gallagher znany jest przede wszystkim z wieloletnich występów w deathmetalowej formacji Dying Fetus, której był współzałożycielem. W zespole początkowo grał na perkusji, natomiast w latach późniejszych skupił się na grze na gitarze oraz śpiewie. W latach 90. XX w. występował także w grupie Damnation. Wystąpił ponadto gościnnie na albumach takich zespołów jak Prophecy, Cephalic Carnage, Misery Index oraz Bet the Devil.
Gallagher używa gitar firmy ESP, a także wzmacniaczy i kolumn głośnikowych Engl.

## Dyskografia
| Dying Fetus - Purification Through Violence (1996, Pulverizer Records) - Killing on Adrenaline (1998, Morbid Records) - Destroy the Opposition (2000, Relapse Records) - Stop at Nothing (2003, Relapse Records) - War of Attrition (2007, Relapse Records) - Descend into Depravity (2009, Relapse Records) |  | Występy gościnne - Prophecy - Foretold...Foreseen (1998, Corpse Gristle) - Cephalic Carnage - Anomalies (2005, Relapse Records) - Misery Index - Heirs to Thievery (2010, Relapse Records) - Bet the Devil - Bet The Devil (2011, wydanie własne) |